# Osmanthus heterophyllus
Osmanthus heterophyllus är en syrenväxtart som först beskrevs av George Don jr, och fick sitt nu gällande namn av Peter Shaw Green. Osmanthus heterophyllus ingår i släktet Osmanthus och familjen syrenväxter. Inga underarter finns listade i Catalogue of Life.

## Bildgalleri

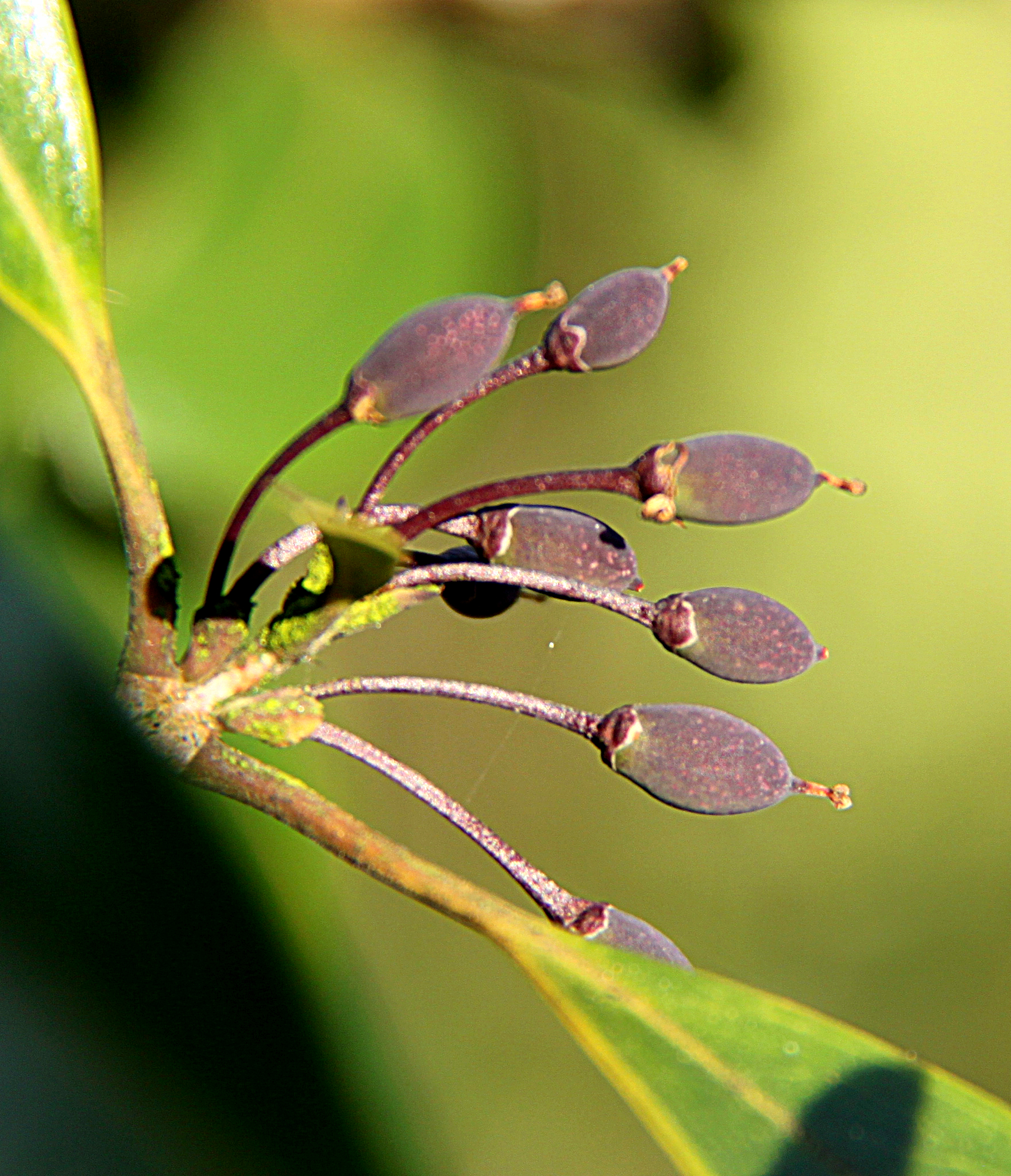
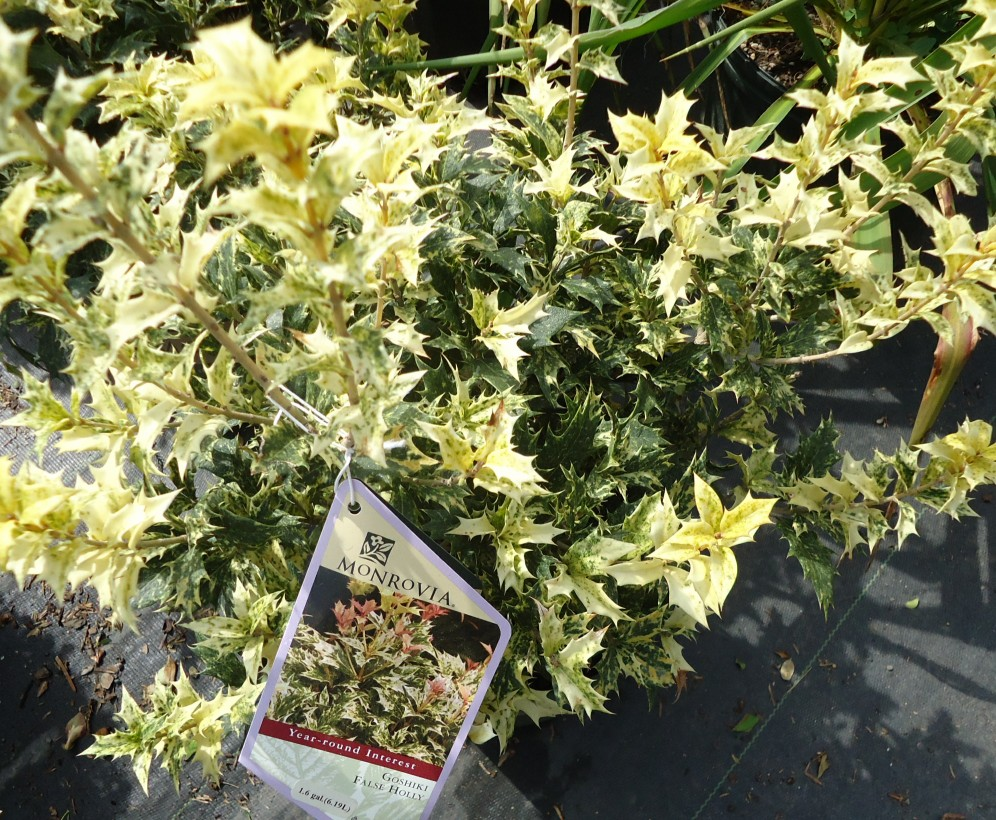
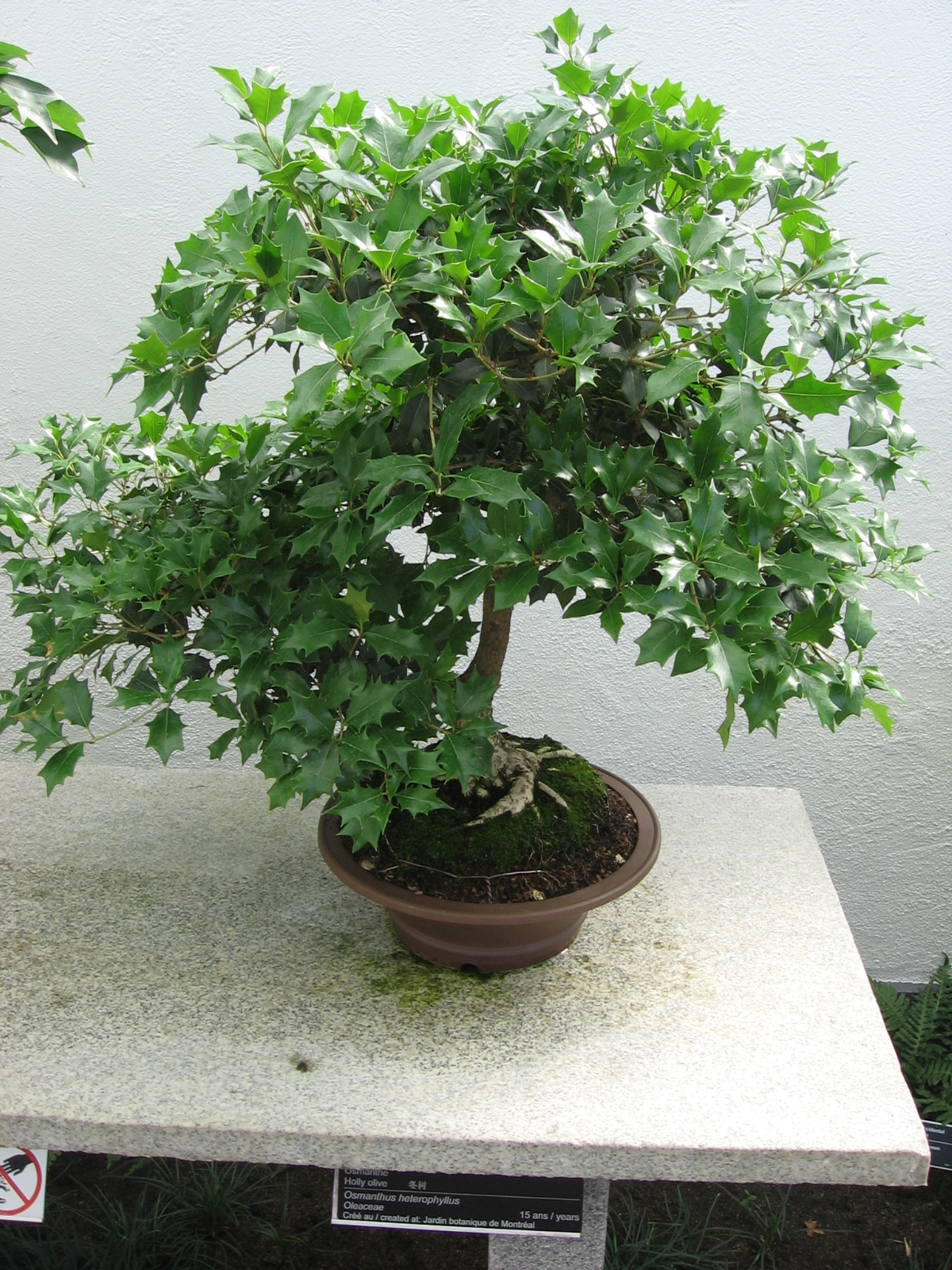